# ペルラ級潜水艦
| 基本情報 | 基本情報     |
| -------- | ------------ |
| 建造者   | イタリア海軍 |

ペルラ級潜水艦 (classe 600 serie Perla) は、イタリア海軍の中型潜水艦で、第二次世界大戦で用いられた。次級のアデュア級とほぼ艦形は共通しており、600型に属する。第二次世界大戦では主に地中海で作戦に従事し、イギリス巡洋艦「ボナヴェンチャー」を撃沈するなどの戦績がある。
艦名には宝石に因んだ名前が付されている。

## 同型艦
- アンブラ（Ambra）
- ベリーロ（Berillo）
- コラッロ（Corallo）
- ディアスプロ（Diaspro）
- ジェンマ（Gemma）
- イリデ（Iride）
- マラキーテ（Malachite）
- オニチェ（Onice）
- ペルラ（Perla）
- トゥルケーゼ（Turchese）